# Contea di Malipo
La contea di Malipo (麻栗坡县S, Málìpō XiànP) è una contea della Cina, situata nella provincia di Yunnan e amministrata dalla prefettura autonoma zhuang e miao di Wenshan.